# Аманбаев, Кадырхан Капанович
Кадырхан Капанович Аманбаев (каз. Қадырхан Қапанұлы Аманбаев; 1 сентября 1928, Бестамак — 10 июля 1994, Сазды) — ветеран труда (1989), отличник народного просвещения Казахской ССР (1978).

## Биография
Кадырхан Капанович Аманбаев в 1950 году окончил Актюбинское педагогическое училище и поступил в Актюбинский государственный институт им. Н.Байганина. Окончил институт в 1954 году, получив квалификацию «учитель русского языка и литературы в средней школе».
В 1963 году окончил Кызыл-Ординский педагогический институт им. Н. В. Гоголя.
В 1963—1965 гг. работал заведующим Кандагачского и Темирского райОНО.
Трудовую деятельность начал с 1947 года с должности учителя восьмилетней школы в Актюбинской области. После получения высшего образования продолжил работать учителем, директором ряда школ Алгинского района Актюбинской области.
В 1966 году Аманбаева К. К. назначили директором восьмилетней школы Саздинского совхоза Алгинского района.
С первых дней Аманбаев К. К. неоднократно обращался к руководству образования и партии района, и области о необходимости строительства новой типовой средней школы, выступал на областном телевидении, приглашал журналистов, активно освещая потребности совхоза в средней школе.
В 1970 году в совхозе Саздинский Алгинского района, в ускоренном темпе, раньше намеченной пятилетки была построена новая средняя школа, в которую назначили Аманбаева К. К. директором, в сентябре 1971 года школа открыла двери для учащихся.
В 1975 году состоялся первый выпуск Саздинской средней школы, в числе которых такие выпускники, как М. Жаулбаев, М. Мусин, Ю. Мунтян и С. Шушанов поступили в высшие учебные заведения.
В 1974 году Аманбаев К. К. окончил институт марксизма-ленинизма при Актюбинском горкоме партии, получив высшее политическое образование. Помимо педагогической деятельности занимался общественной деятельностью, выполняя наказы избирателей неоднократно избирался депутатом сельского совета, был пропагандистом совхоза.
В 1978 году был избран единственным делегатом от учителей Актюбинской области на Всесоюзный съезд учителей в г. Москва.

## Награды и звания
- Медаль «За доблестный труд в Великой Отечественной войне 1941—1945 гг.» (1947)
- Орден Трудового Красного Знамени (1981)
- Отличник народного просвещения Казахской ССР (1978)[4]